# Allium vodopjanovae
Allium vodopjanovae — вид рослин з родини амарилісових (Amaryllidaceae); поширений у Казахстані, Сибіру й Монголії.

## Опис
Цибулини по кілька сидять на горизонтальному кореневищі, вузькі, циліндрично-конічні; зовнішні оболонки чорнуваті або бурі. Стеблина 7–25 см заввишки, тонка, майже пряма, ребриста. Листків 2–3, ниткоподібні, 0.5–1 мм шириною, гладкі або злегка шорсткі, трохи коротші від стеблини. Зонтик малоквітковий, негустий. Квітконіжки майже рівні, в 1.5–2 рази довші від оцвітини, без приквітків. Листочки напівкулястої оцвітини ≈ 4 мм довжиною, рожеві, тупі, внутрішні оберненояйцюваті, зовнішні округло-еліптичні. Стовпчик не видається з оцвітини. 2n=16.

## Поширення
Поширений у Казахстані, Сибіру, Монголії.
Зростає на кам'янистих степових схилах.